# Ficus dicranostyla
Ficus dicranostyla är en mullbärsväxtart som beskrevs av Milabr.. Ficus dicranostyla ingår i släktet fikonsläktet, och familjen mullbärsväxter. Utöver nominatformen finns också underarten F. d. aubrevillei.